# 도련님 (1978년 드라마)
《도련님》은 1978년 4월 15일부터 같은 해 8월 13일까지 방영된 MBC 주말연속극으로 일본의 소설가 나쓰메 소세키의 소설을 원작으로 했다.

## 방송 시간
| 방송 채널 | 방송 기간                  | 방송 시간                            |
| --------- | -------------------------- | ------------------------------------ |
| MBC TV    | 1978년 4월 15일 ~ 7월 9일  | 매주 토요일 저녁 7시 35분 ~ 8시 20분 |
| MBC TV    | 1978년 4월 15일 ~ 7월 9일  | 매주 일요일 저녁 7시 30분 ~ 8시 15분 |
| MBC TV    | 1978년 7월 15일 ~ 8월 13일 | 매주 주말 저녁 7시 30분 ~ 8시 15분   |

## 등장 인물
- 서인석
- 김자옥
- 박은수
- 정혜선
- 김용림
- 현석
- 김무생
- 박노식
- 임현식
- 이경진
- 김영옥
- 오미연

## 편성 변경(1978년)
- 5월 27일 : 특집 서울국제가요제 중계방송으로 인해 앞당겨 저녁 6시부터 방영
- 6월 3일 : 1978년 FIFA 월드컵 입장식 중계방송으로 앞당겨 저녁 7시 5분부터 방영
- 6월 10일 : 특집방송 영국 로열발레단 내한공연 녹화방송으로 앞당겨 저녁 7시 5분부터 방영
- 6월 25일 : MBC 권투 한국미들급 타이틀전 〈강흥원 VS 박종팔〉 중계방송으로 앞당겨 저녁 6시 55분부터 방영
- 7월 1일 : 78'서울국제가요제 중계방송으로 인해 결방
- 7월 9일 : 특집 MBC 권투 동양주니어 플라이급 타이틀전 〈김성준 VS 정상일〉 중계방송으로 앞당겨 저녁 6시 30분부터 방영
- 7월 23일 : MBC 권투 동양주니어 페더급 타이틀전 〈정순현 VS 가사하라〉 중계방송으로 앞당겨 저녁 7시 20분부터 방영
- 8월 5일 : 스포츠 특집 ABC 여자농구 한일전 녹화중계 방송으로 순연되어 저녁 7시 45분부터 방영

| 문화방송 주말연속극                           | 문화방송 주말연속극                 | 문화방송 주말연속극                    |
| 이전 작품                                     | 작품명                              | 다음 작품                              |
| --------------------------------------------- | ----------------------------------- | -------------------------------------- |
| 후회합니다 (1977년 11월 5일 ~ 1978년 4월 9일) | 도련님 (1978년 4월 15일 ~ 8월 13일) | 청춘의 덫 (1978년 8월 19일 ~ 11월 5일) |